# Eduardo de León
Carlos Eduardo de León Vallejo (Ciudad de Guatemala; 30 de octubre de 1933-22 de noviembre de 2019) fue un futbolista guatemalteco que jugaba como centrocampista.

## Trayectoria
Era apodado "guayo o guayito" e hizo sus fuerzas básicas en el Club Hércules hasta 1945, pero debutó profesionalmente con el CSD Tipografía Nacional.
Luego pasó a jugar con la Universidad de San Carlos CF, anotando 34 goles en total. También jugó con Cementos Novella y Aurora pero retornó Tipografía Nacional, donde se retiró un año más tarde.

## Selección nacional
Estuvo veintinueve veces con la selección de Guatemala, anotando seis goles. Su primer torneo fue la Copa CCCF 1955, en que se retiraron luego de los incidentes en el único partido que actuó, contra la selección de Costa Rica.
El tercer y último Campeonato de Naciones que disputó, fue uno de los más veteranos de la plantilla, pero eso no le impidió anotar contra Trinidad y Tobago, juego que ganaron 2 a 1. El encuentro siguiente, se tenía que ganar para asegurar el trofeo, cosa que se logró.

## Clubes
| Club                      | País      | Año       |
| ------------------------- | --------- | --------- |
| Tipografía Nacional       | Guatemala | 1952-1965 |
| Universidad de San Carlos | Guatemala | 1967-1970 |
| Aurora                    | Guatemala | 1971-1972 |
| Cementos Novella          | Guatemala | 1972      |
| Tipografía Nacional       | Guatemala | 1973      |

## Palmarés

### Títulos nacionales
| Título                    | Equipo              | País      | Año     |
| ------------------------- | ------------------- | --------- | ------- |
| Liga Nacional             | Tipografía Nacional | Guatemala | 1952-53 |
| Torneo de Copa            | Tipografía Nacional | Guatemala | 1954    |
| Copa Campeón de Campeones | Tipografía Nacional | Guatemala | 1954    |

### Títulos internacionales
| Título                                | Equipo    | Sede     | Año  |
| ------------------------------------- | --------- | -------- | ---- |
| Campeonato de Naciones de la Concacaf | Guatemala | Honduras | 1967 |